# Kleine Boze Wolf
De Kleine Boze Wolf, meestal Wolfje genoemd (Engels: Li'l Bad Wolf), is een personage uit de stripverhalen van Disney. Wolfje is in 1945 voor Western Publishing bedacht door Chase Craig. 

## Achtergrond
Wolfje is een bewoner van het Duckstadse bos. Hij is de zoon van Midas Wolf. In volledige tegenstelling tot zijn vader en ondanks zijn naam in het Engels is Wolfje uiterst braaf en netjes en daar is Midas absoluut niet blij mee. Knir, Knar en Knor zijn Wolfjes beste vrienden, maar dit zijn juist de biggetjes waar zijn vader constant op jaagt. Wolfje probeert steevast te voorkomen dat zijn vader ze vangt. Als dit soms toch lukt, weet Wolfje de biggetjes altijd weer te bevrijden door zijn vader om de tuin te leiden. Hierbij waarschuwt Wolfje ook nog weleens de bossheriff, die dan Wolfjes vader en andere leden van de Booswichtenclub arresteert. 
Wolfje is de beste leerling van de school. Hierom wordt zijn vader geregeld belachelijk gemaakt door de rest van de Booswichtenclub.

## In de strips
Al in het allereerste in Nederland verschenen nummer van de Donald Duck  (oktober 1952) stond een zwart-witverhaal met Wolfje in de hoofdrol. De serie verhalen over Midas en Wolfje had een tijdlang De kleine boze wolf als standaardtitel. Later werd dit veranderd in De grote boze wolf, toen Midas in plaats van Wolfje steeds duidelijker de hoofdrol kreeg. 
In de jaren zestig verscheen er om de twee weken een strip van de Kleine Boze Wolf van Jan Steeman en Patty Klein. In de jaren tachtig en negentig verschenen er veel verhalen van de hand van Dick Matena.

## Overige familieleden
Wolfje heeft een oom, Stef, die de broer is van zijn vader. Ook heeft Wolfje een even oud neefje, Pollo. Pollo is een stuk kwaadaardiger dan Wolfje, maar toch kunnen de twee het redelijk goed met elkaar vinden. Verder komt Wolfjes grootmoeder (Oma Wolf) geregeld bij Wolfje en zijn vader op bezoek. Wolfjes moeder komt nergens in de verhalen in beeld. 
In enkel oude filmpjes en strips over Midas, waaronder Three Little Wolves (1936), blijkt Wolfje ook nog drie broertjes te hebben. Qua uiterlijk lijken ze nogal op hem, maar hun karakter is veel meer dat van Midas.

## Eigen tijdschrift
In Frankrijk heeft Wolfje een tijdlang zijn eigen tijdschrift gehad, P'tit Loup. Hierin ogen zowel Midas als Wolfje moderner en hebben ze beiden zelfs een vriendin.

## Namen in andere talen
- Deens: Lille Stygge Ulv
- Duits: Kleiner Wolf
- Engels: Li'l Bad Wolf
- Frans: P'tit Loup
- Noors: Lilleulv
- Braziliaans: Lobinho
- Chinees: 小坏狼
- Colombiaans: Lobito
- Italiaans: Lupetto
- Russisch: Волчек